# Medaille für die Bürgergarde
Die Medaille für die Bürgergarde war eine Auszeichnung im Kirchenstaat. Stifter war der Papst Gregor XVI. Der Stiftungstermin war das Jahr 1840. Ein Schreiben vom 15. Juli 1840, auf Veranlassung des Fürsten Orsini  als Senator von Rom, erlaubte mit päpstlicher Zustimmung jedes Jahr am Tag der „Papstkrönung“ zwei goldene und zehn silberne Medaillen an würdige Menschen zu vergeben.

## Ordensdekoration
Die Ordensdekoration hatte auf der Vorderseite unter der Tiara den Binde- und Löseschlüssel und war vom Wahlspruch  „Gregorio XVI. institui 1840“ umgeben.
Die Rückseite zeigte zwei geschlossene Eichenzweige zum Kranz gebunden. Das Band trug die Inschrift „Al merito“, was so viel wie „dem Verdienst“ bedeutete. Unterhalb der Inschrift waren die Symbolfiguren Roms, Romulus und Remus, mit der säugenden Wölfin dargestellt. Die Umschrift neben dem Kranz „Guardia civica“ vervollständigte die Auszeichnung.
Die Medaille gab es in Gold, Silber und Bronze.

## Ordensband und Trageweise
Das Ordensband war gelb und weiß gerändert. Die Trageweise war auf der linken Brustseite festgelegt.